# Атлантический (департамент)
Атлантический (фр. Atlantique) — один из двенадцати департаментов, входящих в состав Бенина. Расположен в южной части страны, на берегу залива Бенин. Административный центр — город Вида.

## География
Граничит на западе с департаментами Моно и Куффо, на севере — с департаментом Зу, на востоке — с департаментом Уэме, на юго-востоке — с департаментом Литораль, выделенный в 1999 году из состава Атлантического.

## Административное деление

Коммуны департамента Атлантический.

В состав его входят 8 коммун:
- Абомей-Калави (фр. Abomey-Calavi)
- Аллада (фр. Allada)
- Зе (фр. Zè)
- Кпомассе (фр. Kpomassè)
- Со-Ава (фр. Sô-Ava)
- Тори-Боссито (фр. Tori-Bossito)
- Тоффо (фр. Toffo)
- Вида (фр. Ouidah)